# Ernestine Eckstein
Ernestine Delois Eppenger, connue sous le pseudonyme d'Ernestine Eckstein, née le 23 avril 1941 à South Bend dans l'état de l'Indiana, décédée le 15 juillet 1992 à San Pablo dans l'état de Californie, est une afro-américaine qui a participé au mouvement des droits des lesbiennes et des gays des États-Unis dans les années 1960. Elle était une dirigeante de la section new-yorkaise de Daughters of Bilitis (DOB). Son influence a aidé le DOB à s'éloigner des négociations avec les professionnels de la santé et à adopter des tactiques de manifestations publiques. Sa compréhension et son travail au sein du mouvement des droits civiques ont apporté une expérience précieuse en matière de protestation publique au mouvement lesbien et gay. Elle a travaillé avec des militants tels que Del Martin et Phyllis Lyon, Barbara Gittings, Franklin Kameny (en) et Randy Wicker (en). Dans les années 1970, elle s'est impliquée dans le mouvement féministe noir, en particulier dans l'organisation Black Women Organized for Action (BWOA).

## Biographie
Ernestine est une des huit enfants de Darnell et de Cecelia Eppenger. Quoique son nom soit celui d'Ernestine Delois Eppenger, tout son travail d'activiste lesbienne et gay a été fait sous le nom d'Ernestine Eckstein pour éviter de voir révéler son orientation sexuelle dans des cercles où ce n'était pas toléré,. Admise à l'école de journalisme de l'Université de l'Indiana à Bloomington , elle obtient son Bachelor of Arts (licence) en 1963à l'âge de 22 ans, avec pour majeure le journalisme de magazine et pour mineures le russe et la psychologie. Elle a déménagé à New York peu de temps après avoir obtenu son diplôme en 1963. En déménageant, elle est entrée dans une identité lesbienne et son activisme en tant que lesbienne a commencé,. Eckstein dit de son orientation sexuelle : « C'était une sorte de vide qui n'avait jamais été rempli par quoi que ce soit. Avant mon arrivée à New York, je ne connaissais pas le terme gay ! Et il [un ami gay de l'Indiana qui vivait à New York] me l'a expliqué. Puis tout d'un coup, les choses ont commencé à s'éclairer… la prochaine chose à l'ordre du jour était de trouver un moyen d'être dans le mouvement homosexuel. »

## Contacts avec la communauté LGBT
Ernestine Eckstein a commencé à assister aux réunions de la Mattachine Society peu après son arrivée à New York, ce qui l'a amenée à son organisation sœur Daughters of Bilitis (DOB). En 1965, les débats autour de la direction du mouvement homophile s'intensifiaient. La même année, elle a défilé à Philadelphie lors de la première Annual Reminder (en) et devant la Maison Blanche en tant que seule personne de couleur manifestant. Les dirigeants de la « vieille garde » de la Mattachine Society (contre la Mattachine Society indépendante de Washington qui a lancé les manifestations de 1965) voulaient continuer à défendre les droits des homosexuels par le biais de négociations avec des médecins et des psychologues, tandis que la plus jeune aile activiste souhaitait prendre la question de l'égalité des droits civiques homosexuels au peuple en faisant du lobbying auprès des représentants du gouvernement et en manifestant. Les psychologues, psychiatres et les psychanalystes considéraient l'homosexualité comme une maladie mentale, un trouble de la personnalité, voire une perversion jusqu'en 1973, date à laquelle elle a été supprimée de la troisième édition du Manuel diagnostique et statistique des troubles mentaux ; jusque-là, l'homosexualité était perçue comme une maladie mentale et donc comme quelque chose à « réparer ». Ce débat était tout aussi vif au sein du DOB. La nomination d'Ernestine Eckstein au poste de vice-président de la section DOB de New York a indiqué une poussée stratégique de l'aile militante. Marcia M. Gallo écrit : « Son plan [celui d'Eckstein] était de tendre la main aux femmes qui considéraient la lutte des homosexuels comme liée à d'autres questions de droits civiques et espère que, pendant son mandat de vice-présidente de la section locale, elle aiderait à construire un groupe orienté vers l'action ».
Pendant la période où Ernestine Eckstein était impliquée dans DOB, jusqu'en 1968, la « vieille garde » contrôlait toujours l'organisation. En juin 1965, DOB s'est effectivement retiré de la East Coast Homophile Organisation (en) (ECHO) parce que la coalition augmentait sa participation aux manifestations pour les droits des lesbiennes et des homosexuels,. Eckstein était une importante représentante lesbienne de l'aile militante. Elle a compris qu'elle vivait un énorme changement tactique pour les activistes lesbiennes et gays et que c'était une bataille difficile. Elle a déclaré : « Je pense que notre mouvement n'est prêt à aucune forme de désobéissance civile. Je pense que cela renforcerait la résistance à notre cause. Cette situation va éventuellement changer. Mais pas maintenant«  ».
Ernestine Eckstein a estimé qu'il devrait y avoir une concentration sur « la discrimination par le gouvernement dans l'emploi et le service militaire, les lois utilisées contre les homosexuels » et « le rejet par les Églises ».
Ernestine Eckstein, comme le fondateur du Black Panther Party, Huey Newton, a vu le lien entre la lutte des Noirs américains pour l'égalité pendant le mouvement des droits civiques et la lutte lesbienne et gay pour l'égalité et a favorisé la connexion. À ce jour, de nombreux groupes ne reconnaissent toujours pas le lien entre les droits des homosexuels et les droits des personnes de couleur. Ce n'est qu'en 2012 que Ben Jealous (en), président et chef de la direction de l'Association nationale pour la promotion des personnes de couleur (NAACP) a déclaré : « Le mariage civil est un droit civil et une question de droit civil », confirmant que les droits des LGBT sont maintenant reconnus comme des luttes pour les droits civiques par la NAACP.

## Liens avec Frank Kameny
Frank Kameny était l'une des figures les plus importantes du mouvement américain pour les droits des homosexuels, cofondateur de la Mattachine Society of Washington (MSW) et, inspiré par la création par Stokely Carmichael de Black is beautiful (en), a créé le slogan « Gay is Good » pour le mouvement des droits civiques homosexuels.
À la fin de 1965 et au début de 1966, Ernestine Ecsktein et Frank Kameny ont correspondu par lettres sur le souhait d'Eckstein d'amener Kameny à parler le 17 avril 1966 au siège du DOB à New York. Ernestine Eckstein voulait l'aide de Kameny pour renforcer auprès des membres du DOB le besoin d'activisme et de stratégies et tactiques activistes pour faire avancer le mouvement lesbien et gay. Ernestine Ecsktein a écrit à Kameny le 12 février 1966 : «Je veux que vous soyez assez libre pour dire ce que vous voulez, pour ainsi dire - sur n'importe quel aspect du mouvement. Gardez à l'esprit mon objectif particulier: faire comprendre à ces gens qu'il existe un mouvement homophile et peut-être commencer à développer un concept plus complet d'eux-mêmes dans le cadre de celui-ci. » Cependant, dans une lettre datée du 17 février 1966, elle informe Kameny que l'organisation DOB a décidé de ne pas l'inviter à parler à DOB.
Après trois ans à New York consacrés au DOB, Ernestine Eckstein a déménagé en Californie du Nord pour « se concentrer sur les questions de justice sociale […] [elle] a rejoint Black Women Organized for Action au début des années 1970 ». On en sait beaucoup moins sur Eckstein après son départ New York. Des entretiens avec d'anciens membres du DOB ont révélé que « Eckstein s'était fatiguée de toutes les querelles politiques et des désaccords au sein du DOB au sujet des stratégies et des tactiques » et voulait « plus d'organisation politique ». Elle a quitté le mouvement sur la côte Est pour d'autres actions politiques pour les femmes de couleur en Californie.

## Engagement dans la communauté féministe noire
La participation d'Ernestine Eckstein à l'activisme politique a commencé au sein du Mouvement des droits civiques de l'État d'Indiana, en tant qu'officier de section de la NAACP. Mais elle comprenait des organisations comme la NAACP comme « structurées avec les libéraux blancs » et a rejoint des organisations plus progressistes comme le Congress of Racial Equality (CORE) une fois qu'elle a déménagé à New York,.
En déménageant sur la côte ouest, Eckstein a rejoint le groupe radical et activiste Black Women Organized for Action (BWOA). BWOA était une organisation de San Francisco cofondée collectivement en 1973 par quinze femmes, dont Aileen Hernandez, Patsy Fulcher et Eleanor Spikes. L'organisation, « formée dans la région de la baie de San Francisco en réponse au manque de représentation des femmes noires dans l'organisation des femmes locales ». Le groupe est issu de Black Women Organised for Political Action (BWOPA). BWOPA, qui fonctionnait dans un rôle auxiliaire de collecte de fonds pour les hommes de couleur se présentant aux élections, et comptait de nombreux membres qui voulaient se déplacer vers un espace explicitement défini par les préoccupations des femmes noires. « Bien que les membres aient des racines solides dans le mouvement des droits civiques ... plus que toute autre organisation, BWOA montre un lien clair avec le mouvement des femmes ». BWOA a été parmi les premières organisations féministes noires aux États-Unis.
Le fait qu'Ernestine Eckstein ait choisi de rejoindre BWOA reflète ses convictions politiques radicales. L'organisation avait un modèle véritablement progressiste de responsabilité collective et de philosophie politique. « L'organisation était structurée de manière que le leadership, le travail et la participation communautaire soient partagés entre les membres désireux de participer », et « un système de trois coordinateurs pour une période de trois mois » a été utilisé. Cela a mis l'accent sur la promotion des femmes noires en tant que leaders tout en évitant simultanément une hiérarchie parmi les militantes noires. Il s'agissait d'une structure rare par rapport aux organisations sœurs.
Les mandats de trois mois faisaient partie de la perspective politique plus large de l'organisation qui n'imposait pas à ses membres de prendre des positions spécifiques sur les questions politiques. L'historienne Kimberly Springer écrit : « Les membres étaient libres de choisir les activités auxquelles ils participaient et ils n'étaient pas obligés de souscrire à une perspective politique dictée par l'organisation. […] La survie des communautés noires […] ne dépendait pas d'une seule solution mais de la conscience politique consciente et cohérente des membres des communautés ».
La déclaration d'intention de BWOA est la suivante :
- NOIR. Nous sommes Noirs et par conséquent, notre conscience est engagée dans la lutte des Noirs pour leur identité et leur implication dans les décisions qui affectent notre vie et celle des autres générations de Noirs qui suivront.
- FEMMES. Nous sommes des femmes, et donc conscientes du gaspillage parfois flagrant des talents et des énergies des femmes noires car cette société nous a décrété une place.
- ORGANISÉS. Nous sommes organisées, car nous reconnaissons que ce n'est qu'ensemble, uniquement en mettant en commun nos talents et nos ressources, que nous pourrons apporter des changements majeurs dans les institutions qui ont limité nos opportunités et étouffé notre croissance en tant que êtres humains.
- ACTION. Nous sommes pour l'action, car nous pensons que le temps de la rhétorique est révolu; que les compétences des femmes noires peuvent être utilisées au mieux de diverses manières pour changer la société; que, dans le travail politique dans lequel nous vivons, l'implication des femmes noires doit aller au-delà de la collecte de fonds traditionnelle et dans toute la gamme des activités qui composent le processus politique qui affecte nos vies de tant de façons[28].

L'utilisation prudente par l'organisation de termes tels que « féministe » et « Noir » qui pourraient potentiellement aliéner ou diviser leurs membres a encouragé l'atmosphère non hiérarchique. Springer écrit : « La BWOA a renversé la discrimination au sein des communautés noires basée sur la couleur, l'apparence physique ou la classe en accueillant « toutes » les femmes noires dans l'organisation. L'organisation se concentrait sur l'activisme, plutôt que sur les constructions sociales de la beauté ou de la classe sociale. Le fait que BWOA ait évité l'étiquette de « féminisme » tout en pratiquant le féminisme était révélateur des développements futurs de l'organisation féministe noire ».
Le BWOA a existé de 1973 à 1980 avec un effectif de 400 personnes à son apogée. Aucun facteur n’a poussé le groupe à cesser de se réunir activement, mais la montée du conservatisme avec l’élection de Ronald Reagan à la présidence en 1980 a amené les membres à « déterminer que les stratégies des années 60 ne seraient plus efficaces ». Un facteur inhabituel dans la participation d'Ernestine Eckstein à BWOA est qu'il « n'a pas interrogé l'hétérosexisme comme une force oppressive dans la vie des femmes noires ».

## Opinions politiques
Ernestine Eckstein était l'une des penseuses les plus progressistes de son temps dans le mouvement politique gay et lesbien ainsi que dans le mouvement féministe noir. Sa compréhension des succès du Mouvement des droits civiques a influencé ses convictions sur l'organisation politique. Elle considérait les manifestations comme « l'une des toutes premières étapes vers un changement de société ». En 1966, trois ans avant les émeutes de Stonewall en 1969 qui a déclenché les marches annuelles de la Gay Pride à partir de 1970, alors que de nombreux militants gays et lesbiennes blancs étaient encore contre l'action directe comme tactique réalisable, Eckstein a déclaré : « Je considère les manifestations comme un acte presque conservateur maintenant. L'homosexuel doit attirer l'attention sur le fait qu'il a été injustement traité. C'est ce que le Noir a fait ».
À une époque où une grande partie de l'activisme concernant les droits des lesbiennes et des homosexuels était exercé pour, par et à propos des Blancs, Ernestine Eckstein dirigeait une branche DOB extrêmement active et majoritairement blanche et plaidait pour une politique de coalition. Elle a compris que son point de vue provenait de ce qui pourrait être décrit comme une analyse plus inclusive que de nombreux militants blancs gays ou lesbiennes qui ne travaillaient souvent que sur des questions gays ou lesbiennes. Elle a dit : « Je pense que si nous nous réunissons sur le terrain commun de notre position injuste dans la société, nous pouvons partir de là. C'est un nouveau cadre de référence, presque une nouvelle façon de penser pour certains ».
La compréhension d'Ernestine Eckstein du travail de coalition politique, de l'organisation et de l'inclusion à travers les identités était beaucoup plus complexe que celle de nombreux autres gays et lesbiennes penchant pour les séparatistes (principalement des Blancs) dans les années 1960. Elle a déclaré :
- « Je pense que les Noirs ont besoin des Blancs et je pense que les homosexuels ont besoin des hétérosexuels. Si vous encouragez la coopération dès le départ, alors tout le monde est impliqué et ce n'est pas un mouvement comme un autre »[34].
- « J'aimerais voir dans le mouvement homophile plus de gens qui peuvent penser. Et je ne pense pas que nous devrions regarder leurs titres ou leur orientation sexuelle. Les mouvements devraient viser, selon moi, à effacer les étiquettes, qu'elles soient « noires », « blanches », « homosexuelles » ou « hétérosexuelles »[32].
- « Je voudrais trouver un moyen d'impliquer toutes les classes d'homosexuels dans le mouvement »[33].

## Interview de juin 1966 dansThe Ladder
Une grande partie de ce que l'on sait sur les opinions et la vie d'Eckstein est tirée d'une interview parue dans The Ladder en juin 1966. Ernestine Eckstein a été l'une des deux femmes de couleur à figurer sur la couverture de cette publication politique lesbienne emblématique. L'importance du numéro d'Eckstein de The Ladder ne peut pas être sous-estimée : « Son image sur la couverture et ses idées à travers les pages de The Ladder ont grandement contribué à compliquer les notions sur les types de femmes impliquées dans le DOB et à élargir les définitions de l'identité lesbienne. ».

## Décès
Pratiquement plus rien n'est ensuite connu de la vie d'Ernestine Eckstein. Selon le Social Security Death Index (en), Ernestine Eckstein (Ernestine D. Eppenger) est décédée à San Pablo, Californie, en 1992.